# Mathieu Palain
Mathieu Palain, né en 1988 à Ris-Orangis, est un écrivain et journaliste français.

## Biographie

### Enfance et formation
Mathieu Palain naît en 1988. Il est le fils d'un éducateur à la Protection judiciaire de la jeunesse (PJJ) de Ris-Orangis. Il grandit à Ris-Orangis.
Il souhaite devenir footballeur puis professeur de sport et choisit finalement le journalisme.
Il est titulaire d'un master de journalisme de l’Institut pratique du journalisme qu'il fréquente de 2009 à 2011.

### Journalisme
Mathieu Palain travaille pour le journal Libération, pour la revue XXI, dans laquelle il est remarqué pour ses portraits, et pour la revue 6 Mois, depuis 2013,,. Il collabore également à l’émission Les Pieds Sur terre de Sonia Kronlud de France Culture. Il est notamment l’auteur de la série sur les violences conjugales, Des hommes violents, tirée de son expérience dans des groupes de parole et composée de six épisodes,.      
En tant que journaliste, influencé par les histoires que son père lui raconte à propos de son métier d'éducateur lorsqu'il est enfant, il explore souvent les sujets de détention et de jeunes maltraités par la vie, des ghettos de Chicago aux collèges de Seine-Saint-Denis en passant par Rennes, Caen ou la prison de Sing Sing, au nord de New York,,.

### Littérature
Pour son premier roman, Sale gosse, publié en 2019, Mathieu Palain intègre l'Unité éducative de milieu ouvert de la PJJ d'Auxerre durant six mois dans le but de réaliser le portait des jeunes et de leurs éducateurs. Il souhaite d'abord rédiger un article. Il écrit finalement un livre qui raconte ainsi l'histoire de Wilfried, dont la mère est toxicomane et qui est confié bébé à une famille d'accueil. Alors qu'il est voué à une grande carrière de footballeur, la violence met un terme à son rêve. Il est alors placé dans un foyer de la PJJ où il peut compter sur son éducatrice, Nina. Mathieu Palain est lauréat 2019 du prix Lycéens en toutes lettres.
En 2021, pour son roman Ne t'arrête pas de courir, Mathieu Palain reçoit le prix Interallié, le prix Blù Jean-Marc Roberts 2021, le Grand Prix des Lectrices de ELLE, le prix sport scriptum ou encore celui du roman des étudiants France culture-Télérama,,,. Il est également présent dans la sélection du prix Les Inrockuptibles et celles du Renaudot et du Flore. Cette œuvre de non-fiction narrative raconte l'histoire authentique de l'athlète Toumany Coulibaly, champion de France 2015 du 400 mètres, promis à une médaille olympique, qui cambriole des commerces et se retrouve incarcéré à la prison de Fresnes,.
Son troisième ouvrage, Nos pères, nos frères, nos amis, paru en 2023, enquête sur les violences faites aux femmes. Le titre fait référence à une phrase d'Adèle Haenel qui expliquait en 2019 : « Les monstres, ça n'existe pas. C'est notre société. C'est nous, c'est nos amis, c'est nos pères » et évoque le fait que les hommes violents ressemblent à tous les autres hommes et sont de tous milieux sociaux,. Afin de rédiger son livre, il se rend pendant quatre années dans des groupes de parole destinés à des hommes condamnés pour violences à Caen et à Lyon, ainsi qu'à des auditions judiciaires,. Le livre n'est pas seulement une enquête ou des récits relatés car l'auteur s'interroge aussi, ce qui en fait une œuvre littéraire.

### Vie privée
Mathieu Palain est père d'une fille.

## Publications
- Sale gosse, L'Iconoclaste, 2019
- Ne t'arrête pas de courir, L'Iconoclaste, 2021
- Nos pères, nos frères, nos amis, Les Arènes, 2023
- Les hommes manquent de courage, L'Iconoclaste, 2024

## Prix et récompenses
- Prix Françoise Giroud du portrait en 2014 pour un article publié dans Libération intitulé « Mahiedine Mekhissi, au-delà des barrières »[19].
- Prix Interallié 2021 pour Ne t'arrête pas de courir[20].
- Prix Amila/Meckert 2022 pour Ne t'arrête pas de courir[21].
- Prix Sport Scriptum 2021 pour Ne t'arrête pas de courir[12].
- Grand Prix des Lectrices de ELLE 2022 pour Ne t'arrête pas de courir[11].
- Prix du roman des étudiants France culture-Télérama 2021 pour Ne t'arrête pas de courir[13].